# Enzo Ferrari
Enzo Anselmo Ferrari (Modena, Kraljevina Italija, 18. veljače 1898. – Maranello, Italija, 14. kolovoza 1988.) je bio talijanski vozač trkaćih automobila i poduzetnik, te osnivač momčadi Scuderia Ferrari, kao i automobilske marke Ferrari. Bio je poznat kao il Commendatore i il Drake. U svojim posljednjim godinama života nazivan je inženjerom (l'Ingegnere) i velikim starcem (il Grande Vecchio).